# 长宁镇 (寻乌县)
长宁镇，是中华人民共和国江西省赣州市寻乌县下辖的一个乡镇级行政单位。

## 行政区划
长宁镇下辖以下地区：
中山社区、城南社区、河东社区、岳家庄社区、广场社区、城西社区、城北村、三二五村和石圳村。